# إيمي (فلم)
ايمي هو فيلم وثائقي تم إنتاجه في المملكة المتحدة وصدر في سنة 2015. من بطولة آمي واينهاوس.

## الميزانية والإيرادات
بلغت تكلفة إنتاج الفيلم حوالي 3.4 مليون دولار بينما حقق إيرادات تقدر بـ 22 مليون دولار.

## وصلات خارجية
- مقالات تستعمل روابط فنية بلا صلة مع ويكي بيانات